# Whitefish (Montana)
Whitefish je město v USA, v severozápadní Montaně. Leží uprostřed Skalnatých hor, obklopují jej horské masivy Swan Range na východě, Whitefish Range na severu a Salish Mountains na západě. Je součástí okresu Flathead County a žije zde 6 357 obyvatel (2010).
Severně od města leží lyžařské středisko Big Mountain, východně od města se rozkládá Národní park Glacier. Jihovýchodně od Whitefish, při cestě do města Kalispell, je lokalizováno mezinárodní letiště Glacier Park International Airport.